# Martin Rühmann
Martin Rühmann (* 1961 in Magdeburg) ist ein deutscher Liedermacher und Musiker.

## Leben
Martin Rühmann studierte Theaterpädagogik zunächst in Magdeburg und dann in Köln. Zu DDR-Zeiten war er ab 1986 zunächst mit seiner Band Stadtgeflüster unterwegs, seit 1989 auch mit gemeinsamen Programmen mit dem Dichter und Theologen Ludwig Schumann. Seit 1992 tritt er als Krankenhaus-Clown Wuschel in Magdeburger Krankenhäusern auf. Im Jahr 2005 gründete er die Martin Rühmann-Band. Regelmäßige Konzerttermine seiner Band in Magdeburg sind das Konzert Zwischen den Jahren in der Feuerwache Magdeburg und das Hafenkonzert im Wissenschaftshafen Magdeburg. Martin Rühmann wohnt in Magdeburg.
Martin Rühmann ist der Bruder des Schauspielers Thomas Rühmann, der gelegentlich auch bei Konzerten der Martin Rühmann-Band mitspielt. Er ist nicht verwandt mit dem Schauspieler Heinz Rühmann.

## Diskografie
- 2005: Keine Haie (WOMSIE Records)
- 2007: Landgang (WOMSIE Records)
- 20??: Das kunterbunte Karussell
- 2014: Zwischendeck (WOMSIE Records)
- 20??: Unterwegs